# Jüdische liberale Gemeinde
Eine Jüdische liberale Gemeinde ist eine jüdische Gemeinde, die sich dem progressiven Judentum verbunden fühlt und sich zumeist in der Tradition der bedeutenden liberalen Richtung des deutschen Judentums vor 1938 versteht. Am Namen sind sie häufig bereits erkennbar durch Selbstbezeichnungen wie „Jüdische liberale Gemeinde“ oder „Liberale jüdische Gemeinde“. Wenn am Ort bis dahin keine andere jüdische Gemeinde existiert, nennen sich solche Neugründungen oft nur Jüdische Gemeinde, so zum Beispiel in Hameln.

## Nach 1945
Im deutschsprachigen Raum gründete sich die erste liberale Gemeinde nach 1945 in Zürich (Jüdische Liberale Gemeinde Or Chadasch) im Jahr 1978. 1990 etablierte sich in Wien eine Gemeinde Or Chadasch – Bewegung für progressives Judentum. In Deutschland entstanden erst ab 1995 außerhalb der jüdischen Einheitsgemeinden neue liberale Gemeinden. Seit 1997 unterhalten sie einen gemeinsamen Dachverband, die Union progressiver Juden in Deutschland, zu dem auch das 1999 gegründete Abraham-Geiger-Kolleg, die Jugendorganisation Jung und Jüdisch Deutschland und die reformzionistische Vereinigung ARZENU gehört. Seit der Aufnahme von zwei jüdischen Landesverbänden mit mehrheitlich liberalen Gemeinden aus Schleswig-Holstein und Niedersachsen wird mehr als die Hälfte der 22 liberalen Gemeinden in der Union progressiver Juden heute auch durch den Zentralrat der Juden in Deutschland repräsentiert. Es gab immer wieder Konflikte mit dem Zentralrat der Juden in Deutschland, zumeist um die Verteilung von öffentlichen Zuschüssen. Diese Auseinandersetzung scheint gegenwärtig abgeschlossen. Der Streit hat sich an einigen Orten auf die Landesebene verlagert – etwa in Köln, obwohl dazu eine wegweisende Grundsatzentscheidung des Bundesverwaltungsgerichts zugunsten der Synagogengemeinde zu Halle vom 28. Februar 2002 vorliegt. Darauf berufen sich auch die orthodoxen Gesetzestreuen Jüdischen Gemeinden und haben dazu am 10. Mai 2005 auch schon ein Urteil vor dem Oberverwaltungsgericht Frankfurt (Oder) erwirkt.
Mit über 500 Mitgliedern die größten jüdisch liberalen Gemeinden im deutschsprachigen Raum sind zurzeit die Liberale Jüdische Gemeinde Hannover und die Jüdische liberale Gemeinde in Zürich „Or Chadasch“.